# 30er
Portal Geschichte | Portal Biografien | Aktuelle Ereignisse | Jahreskalender | Tagesartikel

◄ |
1. Jh. v. Chr. |
1. Jahrhundert
| 2. Jh. | ►

◄ |
0er |
10er |
20er |
30er
| 40er | 50er | 60er | ►

30 |
31 |
32 |
33 |
34 |
35 |
36 |
37 |
38 |
39

## Ereignisse
- 30 oder 33: Kreuzigung Jesu von Nazaret.
- 36: Pontius Pilatus wird als römischer Landpfleger wegen zu strenger Regierung auf Bitten der Juden aus Judäa abberufen.

## Wirtschaft
- 33: Ständig wiederkehrende Geldverknappung (Deflation) im Römischen Reich durch Hortung führt zu sozialen Unruhen und politischen Krisen. Kaiser Tiberius stellt der Bevölkerung 100 Millionen Sesterze zinslos für drei Jahre zur Verfügung, um den Zusammenbruch des Handels zu verhindern.